# Johannes Wübbe
Johannes Wübbe (ur. 23 lutego 1966 w Lengerich) – niemiecki duchowny katolicki, biskup pomocniczy Osnabrücku od 2013.

## Życiorys
Święcenia kapłańskie przyjął 26 czerwca 1987 i został inkardynowany do diecezji Osnabrücku. Pracował głównie jako duszpasterz parafialny, był także m.in. diecezjalnym duszpasterzem młodzieży oraz ojcem duchownym domu Maria Frieden w Rulle.
18 czerwca 2013 papież Franciszek mianował go biskupem pomocniczym diecezji Osnabrücku ze stolicą tytularną Ros Cré. Sakry udzielił mu 1 września 2013 ordynariusz Osnabrück - biskup Franz-Josef Bode.